# Al-Hawamidijja
Al-Hawamidijja (arab. الحوامدية, Al-Ḥawāmidiyya) – miasto w północnym Egipcie, w muhafazie Giza, na lewym brzegu Nilu. Leży około 15 kilometrów na południe od centrum Kairu i należy do zespołu miejskiego Kairu. W 2006 roku liczyło ok. 109 tys. mieszkańców. Jest ośrodkiem przemysłu cukrowniczego.